# Felix von Kunowski
Georg Richard Felix von Kunowski (ur. 10 kwietnia 1868 w Wilkau bei Namslau, zm. 1 grudnia 1942 w Dreźnie) – niemiecki stenograf, wspólnie z bratem Albrechtem (1864–1933) opracował system stenograficzny („Nationalstenografie”). Obmyślił również alfabet fonetyczny, „Sprechspur”.
Pochodził z wielkopolskiego rodu Kunowskich h. Nałęcz, z linii osiadłej w Królestwie Prus. Był synem rotmistrza w pruskiej armii Georga Friedricha Konrada von Kunowskiego i Grace Alcock.